# バーニー・シュルツ
ジョージ・ウォーレン・“バーニー”・シュルツ（George Warren "Barney" Schultz、1926年8月15日 - 2015年9月6日）は、アメリカ合衆国・ニュージャージー州ビバリー出身のプロ野球選手（投手）・コーチ。

## 来歴・人物
バーリントン市立高等学校を卒業後、1944年にフィラデルフィア・フィリーズと契約。マイナー生活を長く送ったのち、1955年にセントルイス・カージナルスでメジャー初昇格を果たし、19試合に登板するが、1956年からしばらくマイナー暮らしが続く。
1959年にデトロイト・タイガースでメジャー復帰を果たすも、1960年は再びマイナーで1年を過ごす。
1961年にシカゴ・カブスでメジャー復帰してからはナックルボールを武器にメジャーに定着し、1963年のシーズン途中にカージナルスに復帰すると、1964年にはクローザーとしてチーム最多の14セーブを記録して18年ぶりのリーグ優勝に貢献。その年のヤンキースとのワールドシリーズにも4試合に登板し、第1戦では7回から登板し3回1失点でセーブを記録するが、第3戦では同点の9回裏に登板するもミッキー・マントルにサヨナラ本塁打を打たれ敗戦投手となる。第6戦では2点ビハインドの8回に登板するが、1点を失いなおも走者を3人残して降板すると、後続の投手がジョー・ペピトーンに満塁本塁打を打たれ4失点。翌日の第7戦でカージナルスはワールドチャンピオンとなり、シュルツは防御率18.00ながら優勝メンバーとなる。
1965年は34試合に登板するが、1966年はメジャー登板なしに終わり、この年限りで現役を引退。メジャー通算227登板は全てリリーフであった。
引退後はカージナルス傘下のマイナーで投手コーチを務めたあと、カージナルス投手コーチ（1971年 - 1975年）、カブスで投手コーチ（1977年）→特命コーチ（1978年 - 1980年）を務めた。
1981年からは南海ホークス一軍投手コーチに就任し、ドン・ブレイザー監督、与那嶺要ヘッド兼打撃コーチと外国人による首脳陣を形成。在任中は山内和宏にチェンジアップを伝授して投球の幅を広げ、就任前は5点台後半であったチーム防御率を4.05まで改善させるなど手腕を発揮したが、柴田猛バッテリーコーチと投手交代を巡って意見対立しベンチ内であわや乱闘という事件を起こしている。チームは5位、6位と低迷から脱出できず、1982年オフにブレイザー、与那嶺と共に退団。
2015年9月6日死去。89歳没。

## 詳細情報

### 背番号
- 43 （1955年）
- 20 （1959年）
- 41 （1961年 - 1963年途中）
- 36 （1963年途中 - 1964年途中）
- 33 （1964年途中 - 1965年）
- 73 （1981年 - 1982年）